# Camino de Uclés

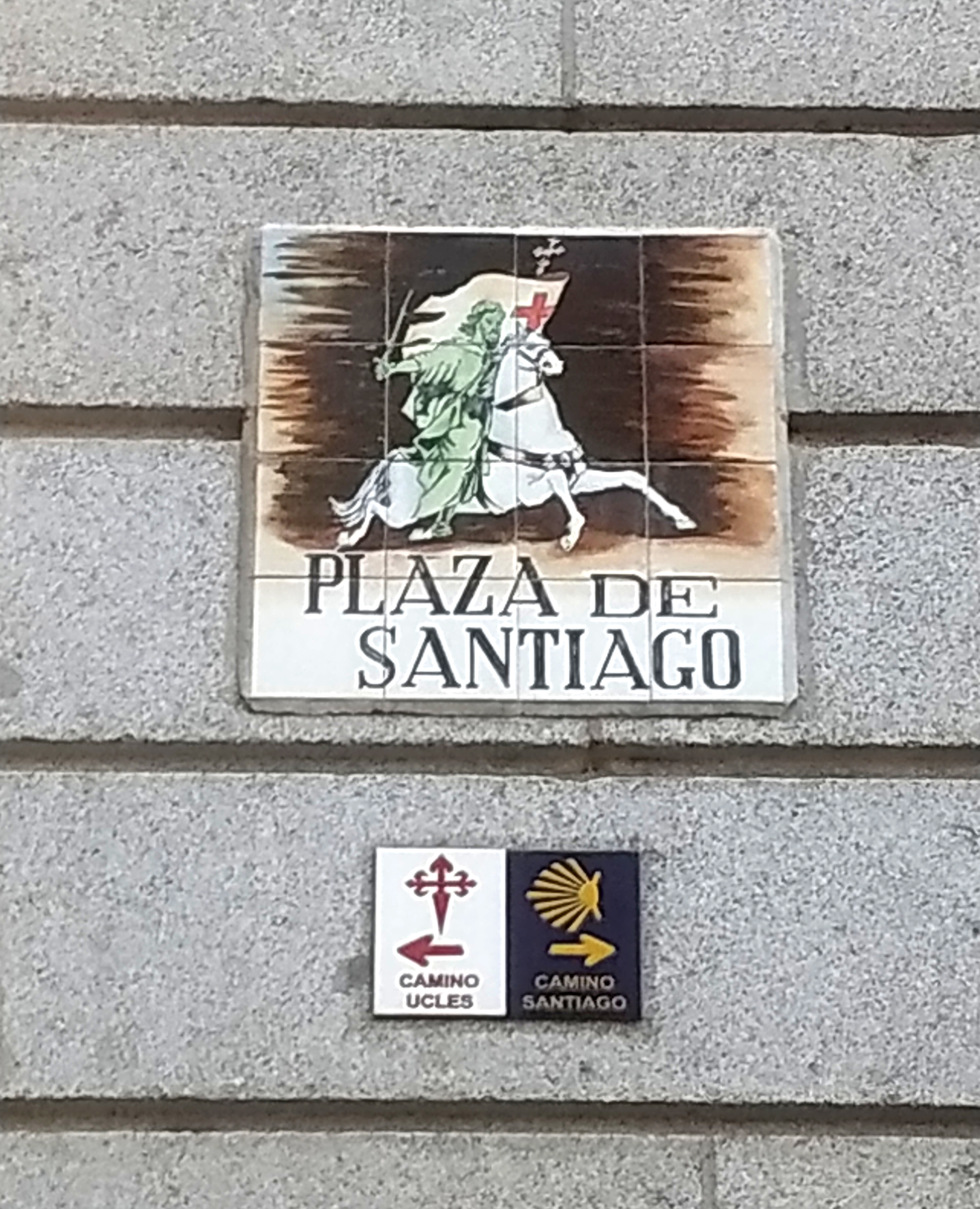
Inicio del Camino el Camino de Uclés, junto al ramal madrileño del Camino de Santiago.
Detalle de la fachada de la Iglesia de Santiago de Madrid

El Camino de Uclés es una ruta de peregrinación cristiana que aunque no pertenezca al Camino de Santiago, sí está relacionada con este apóstol, pues comienza con la Iglesia de Santiago en Madrid, al igual que el Camino de Santiago de Madrid y termina en la provincia de Cuenca, en el Monasterio de Santiago de Uclés, que fue construido por la Orden de Santiago y fue la casa central de la Orden.
Este camino medieval de peregrinación permaneció en el olvido hasta que en 2010, gracias al tesón y esfuerzo de Manuel Rossi, un incansable peregrino, logró rescatar esta antigua ruta.
En la actualidad, desde distintos colectivos apoyan la revitalización del Camino de Uclés como medio para impulsar el desarrollo rural de las zonas por donde transcurre este itinerario.

## Etapas del camino de Uclés

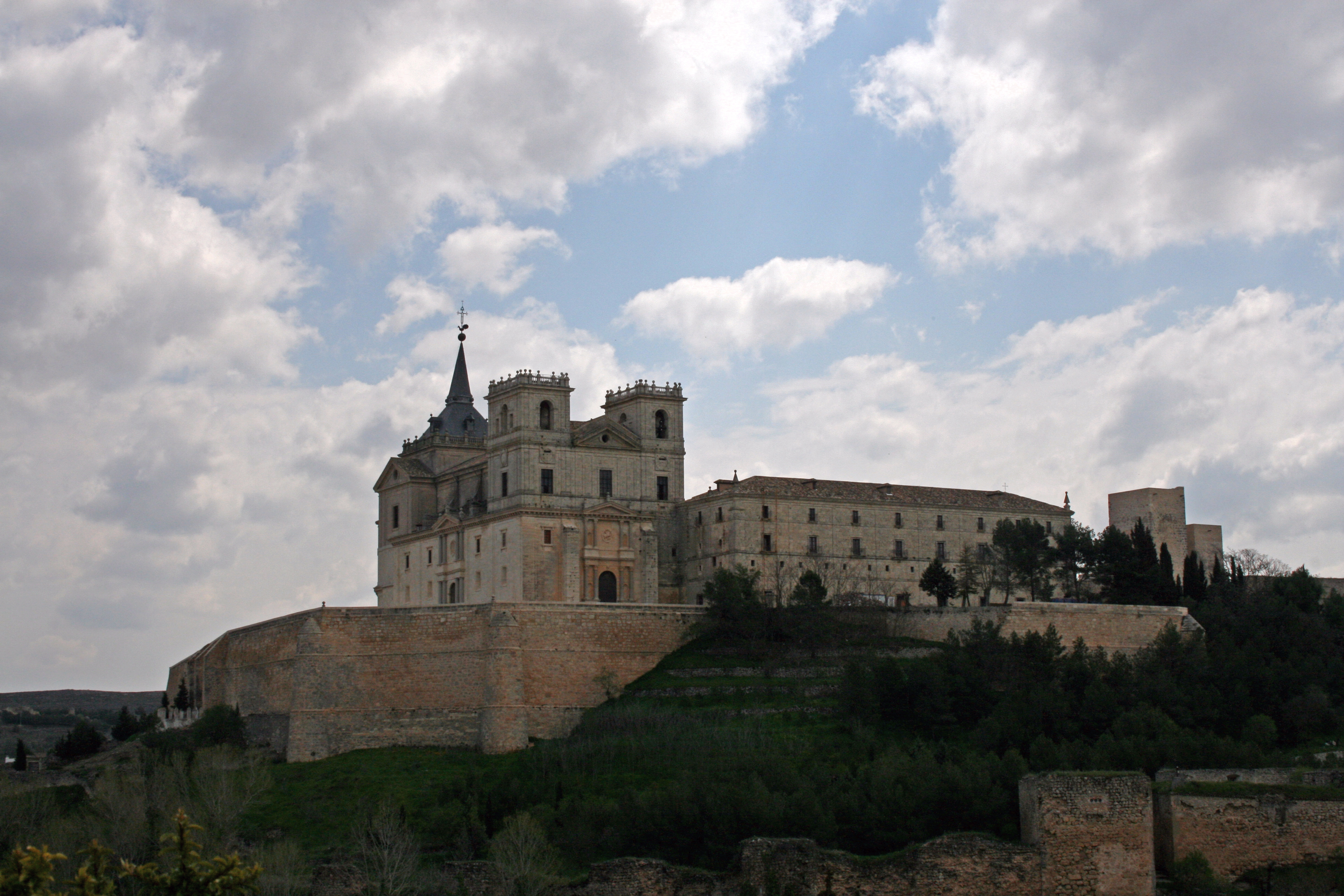
Monasterio de Uclés, destino final del Camino de Uclés.

A buen paso, los 144 km de la ruta pueden completarse en seis etapas.
- Etapa 1: Madrid – Rivas Vaciamadrid, 26,6 km.
- Etapa 2: Rivas Vaciamadrid – Morata de Tajuña, 26,5 km.
- Etapa 3: Morata de Tajuña – Tielmes, 17,3 km.
- Etapa 4: Tielmes – Estremera, 24,9 km.
- Etapa 5: Estremera – Barajas de Melo, 26, 2 km.
- Etapa 6: Barajas de Melo – Monasterio de Uclés, 22,9 km.

Es una ruta cómoda de realizar que puede recorrerse en bicicleta en tres días.